# Эрдэнэт
Эрдэнэ́т (монг. Эрдэнэт — «драгоценный») — второй по величине город в Монголии, прежде административная единица центрального подчинения, а с 1992 года центр Орхонского аймака, в который, помимо собственно города, входит только один сомон (административно-территориальная единица, на которые разделяются аймаки).

## География
Располагается в междуречье рек Селенги и Орхона. Город находится в 340 км к северо-западу от столицы страны города Улан-Батора, в 180 км западнее города Дархана, в 60 км к северу от центра  аймака Булган, а также в 140 км от государственной границы России. Город имеет железнодорожное сообщение, станция Эрдэнэт является конечной на железнодорожной ветви от станции Салхит, находящейся на главной линии Трансмонгольской железной дороги. От этой станции можно доехать до станции Наушки Восточно-Сибирской железной дороги или до станции Эрэн-Хото китайских железных дорог.

## История
Основан в 1972 году в соответствии с межправительственным соглашением между СССР и МНР для освоения медно-молибденового месторождения «Эрдэнэтийн овоо» — «Гора сокровищ». 
Город и комбинат Эрдэнэт строились по советской технологии с помощью советских специалистов. Открытие месторождения медных руд Эрдэнэтийн-овоо имеет свою историю. По преданию, раньше в этом месте медь добывали китайские старатели, но во время грозы они были поражены ударом молнии. С тех пор гору Эрдэнэтийн-овоо стали считать священной, там проводили разные ритуальные обряды, на гору даже запрещалось подниматься женщинам.
В 1974 году во время официального визита Генерального секретаря ЦК КПСС Л. И. Брежнева в Монголию было подписано Межправительственное соглашение по строительству горного комплекса «Эрдэнэт». Разработку генерального плана города осуществляли советские архитекторы под руководством Л. В. Вавакина.
11 декабря 1975 года вышел Указ Президиума Великого Народного Хурала МНР о придании Эрдэнэту статуса города.
В 1977 году была построена железная дорога. По-настоящему в марте 1978 года железная дорога всё ещё обслуживала потребности комбината, но не города. По сути это была подъездная ветка предприятия. 14 декабря 1978 года состоялось торжественное досрочное открытие первой очереди комбината, который вырос всего за 4 года на пустом месте.
Город и комбинат Эрдэнэт строился по советской технологии с помощью советских специалистов. Около 1 % населения города — русские.
Шестой президент Украины В. А. Зеленский четыре года прожил в Эрдэнэте, где почти 20 лет его отец, советский специалист, доктор технических наук, профессор Александр Семёнович Зеленский работал на горно-обогатительном медно-молибденовым комбинате Эрдэнэт в цехе ЭВМ, создав вместе с монгольским коллегой Бурэнбаяром первую в Монголии школу кибернетики и вычислительной техники.

## Климат
В городе горный климат (с чертами резко континентального) с морозной зимой и прохладным летом. Осадки выпадают, в основном, в тёплое время года.
| Показатель              | Янв. | Фев. | Март | Апр. | Май  | Июнь | Июль | Авг. | Сен. | Окт. | Нояб. | Дек.  | Год |
| ----------------------- | ---- | ---- | ---- | ---- | ---- | ---- | ---- | ---- | ---- | ---- | ----- | ----- | --- |
| Средняя температура, °C | −13  | −10  | −7,6 | 1,3  | 8,6  | 16,2 | 18,4 | 15,5 | 8,4  | −0,2 | −8,5  | −12,4 | 1,4 |
| Норма осадков, мм       | 1,5  | 1,7  | 6,1  | 11,8 | 20,4 | 66,1 | 91,1 | 71   | 41,6 | 10,8 | 8,2   | 3,1   | 341 |
| Источник: World Climate |      |      |      |      |      |      |      |      |      |      |       |       |     |

## Численность населения
| 1975 оценка | 1979 перепись | 1981 оценка | 1985 оценка | 1989 перепись | 1994 оценка | 2000 перепись | 2003 оценка | 2004 оценка | 2005 оценка | 2006 оценка | 2007 оценка | 2008 оценка | 2011 оценка |
| ----------- | ------------- | ----------- | ----------- | ------------- | ----------- | ------------- | ----------- | ----------- | ----------- | ----------- | ----------- | ----------- | ----------- |
| 4,100       | 31,900        | 38,700      | 45,400      | 56,100        | 63,000      | 68,310        | 78,882      | 80,858      | 81,249      | 83,160      | 85,121      | 86,866      | 92,000      |

## Экономика

### Эрдэнэтский комбинат
Градообразующим предприятием является предприятие «Эрдэнэт». 100 % уставного капитала предприятия «Эрдэнэт» принадлежит Монголии c 2016 года (до этого  49 % принадлежало Российской Федерации). Предприятие Эрдэнэт добывает 26 млн тонн руды в год (на 2007 год 25 млн тонн) и производит из неё 126 700 тонн меди (по содержанию Cu в медном концентрате) и 1954 тонн молибдена (по содержанию Mo в молибденовом концентрате). Доля предприятия в ВВП Монголии составляет 13,5 %. На предприятии трудится более 6 тыс. человек.
В 2016 году Россия продала свою долю акций и СП "ПРЕДПРИЯТИЕ ЭРДЭНЭТ" переименована в ПГС "ПРЕДПРИЯТИЕ ЭРДЭНЭТ" (предприятие гос.собственности). В 2015  году введена новая линия рудоподгодовки годовой производительностью 6 млн.тн. В 2021 году объем переработки руды составил 32,63млн.тн. С июня  2020 года идет строительство аналогичной линии и реконструкции флотационного передела, после  ввода в эксплуатацию (1 полугодие 2022 года) годовая переработка руды составит 38 млн.тн/год..
Является открытым акционерным обществом и одной из крупнейших горнорудных компаний в Азии.
Геологические исследования месторождения Эрдэнэтийн-овоо начались в конце 1950-х годов, а предприятие было образовано в 1974 году. Из добываемой открытым способом на этом месторождении руды на обогатительной фабрике производят медно-молибденовый концентрат. Полагается, что основное месторождение Эрдэнэтийн-овоо имеет запасы до 2060 года.
Комплекс предприятия делится на 5 подразделений, также с 2007 года владеет компанией по выпуску стальных шаров «Эрдэнэт металл».
Состав рабочих довольно многонационален, кроме собственно монголов присутствуют граждане России, Казахстана, Украины, Армении, Узбекистана, Азербайджана, Белоруссии и Кыргызстана.
Предприятие несколько раз получало престижные награды, в том числе названо лучшей хозяйственной единицей и заняло 1 место в конкурсе «ТОП-100 компаний Монголии».
Штаб-квартира компании расположена на площади А. Амара.
Сотрудничает с некоторыми другими крупными горнорудными компаниями, в том числе с ГМК «Норильский никель», обладающей собственной сырьевой базой, и Уральской горно-металлургической компанией, испытывающей дефицит медного сырья.

### Другие компании
Для обеспечения города электроэнергией и теплоэнергией в городе построена Эрдэнэтская ТЭЦ.
Железной дорогой Эрдэнэт соединён с городом Дархан (на Трансмонгольской железной дороге).
Кроме предприятия «Эрдэнэт» работают ковро-ткацкая фабрика, предприятия по производству стройматериалов, деревообработке, пищевые, шерстеобрабатывающие предприятия.

### Стадион
Владельцем спортивного комплекса в городе Эрдэнэт также является предприятие «Эрдэнэт». Комплекс состоит из нескольких подразделений: плавательный бассейн «Хилэм» (вместимость 45 человек), Большой спортивный зал (вместимость 200 человек), стадион «Хангарьд» (вместимость 2000 человек), лыжная база «Сархиа» (способна обслуживать 300 человек в час), каток для хоккея, корты для лёгкой атлетики, тенниса, залы для борьбы, бокса, дзюдо, гимнастики, настольного тенниса, бодибилдинга, шахмат, тяжелой атлетики, бильярда, гостиница, сауна, клинический и контрольный кабинет, химико-бактериологическая лаборатория, соответствующие международному стандарту.
Более 3000 человек занимаются в 25 видах спорта и участвуют в местных, региональных и международных турнирах в комплексе. Спортсмены, занимавшиеся в комплексе, завоевали в общем числе 2500 медалей. В спорткомплексе подготовлены 2 заслуженных тренера, 3 заслуженных спортсмена, 18 мастеров международного класса и 81 мастер спорта.

## Достопримечательности
- Туристы могут посетить карьер. Он находится в восточной части города, в 6 км от центра.
- Другим важным экономическим фактором Эрдэнэта является ковровая фабрика, которая была основана в 1981 году примерно в 2 км от центра города. Каждый год около 2000 тонн шерсти обрабатываются на заводе, где работают около 1100 человек.[32]
- Музей горного дела во Дворце культуры на центральной площади города.[33]
- Музей аймака, основанный в 1983 году.
- Памятник советско-монгольской дружбе с 1984 года находится на холме с живописным видом на весь город в северо-восточной части Эрдэнэта.
- В городе находится два буддийских храма — Ганданшадувлин и Норовлин, а также молельня с большой статуей Будды.
- Парк развлечений располагается на восток от центра.
- В Эрдэнэте находится Монгольский университет науки и технологии.

## Города-побратимы
Города побратимы Эрдэнэта:
- Улан-Удэ, Россия
- Фэрбанкс, США
- Секешфехервар, Венгрия

## Галерея
- Монумент дружбы в Эрдэнэте
- Центральная часть города
- На улицах города
- ГАЗ-21 на улицах города

## Виды города
- Центр города
- Магазин в центре
- Новая статуя Будды
- Здание мормонской церкви
- Типичный вид Эрдэнэта
- Парк развлечений

## Известные уроженцы
- Зоригтбаатарын Энхзориг (род. 1987) — монгольский боксёр.